# BMD-2
El BMD-2 és un vehicle de combat d'infanteria per a paracaigudistes d'origen soviètic introduït el 1985.
En general, excepte l'armament, aquest blindat és molt similar al seu predecessor, el BMD-1. El vehicle es va mantenir gairebé igual, amb un blindatge d'alumini d'entre 7 i 23 mm de gruix i un motor 5D20 de 240 CV. També es va mantenir la capacitat amfíbia i la possibilitat de ser aerotransportat. Tot i això, després de l'experiència a la Guerra afgano-soviètica, es va substituir la torreta per una de més gran amb un canó automàtic 2A42 de 30 mm de calibre i nous míssils antitancs.
Tot i que el BMD-2 té dos successors, el BMD-3 i BMD-4, aquest model continua sent un dels principals vehicles de les VDV. L'any 2015 els BMD-2 representaven el 90% de l'inventari de vehicles de combat d'infanteria d'aquesta força d'elit. El 2022 les VDV tenien un total de 1.000 d'aquests blindats en servei actiu. Altres exmembres del Pacte de Varsòvia també van disposar d'aquests blindats, tot i que en menors quantitats i molts estats els van retirar del servei. L'any 2022 Ucraïna disposava d'un total de 60 BMD-2 en actiu i l'Uzbekistan en tenia 9 unitats.

## Desenvolupament
El desenvolupament del BMD-2 va començar a principis de la dècada dels 80, després de l'experiència en combat durant la Guerra afgano-soviètica. Durant el conflicte, els BMD-1 van revelar tenir seriosos problemes de disseny, especialment amb el canó de baixa pressió 2A28 Grom de 73 mm.
Per solucionar les mancances del BMD-1 es va iniciar el disseny d'un nou model. Aquest project es va encarregar al buró VTZ de Volgograd a partir del 1981, dirigit per l'enginyer Arkadiy Shabalin.
Per proporcionar una solució ràpidament, es va desenvolupar una nova torreta d'un sol tripulant pel mateix buc equipada amb un canó automàtic 2A42 de 30 mm. El nou blindat va entrar en servei ràpidament, el 1985, i aquell mateix any va començar-ne la fabricació en sèrie.

## Característiques
El buc del BMD-2 es va mantenir gairebé idèntic al del seu predecessor, amb formes hidrodinàmiques i un frontal aixecat amb un fort pendent per oferir millor protecció al vehicle. El conductor va al davant i al centre del blindat, la resta de la tropa està ubicada al centre i el motor va al darrere de tot. La tripulació està coberta per un blindatge d'alumini soldat, d'entre 7 i 23 mm de gruix, que ofereix poca protecció però fa que sigui un vehicle lleuger de 8 tones. La forma i el poc pes permet que el blindat sigui amfibi i que es pugui aerotransportar en pallets que es poden llançar en paracaigudes a zones de combat.

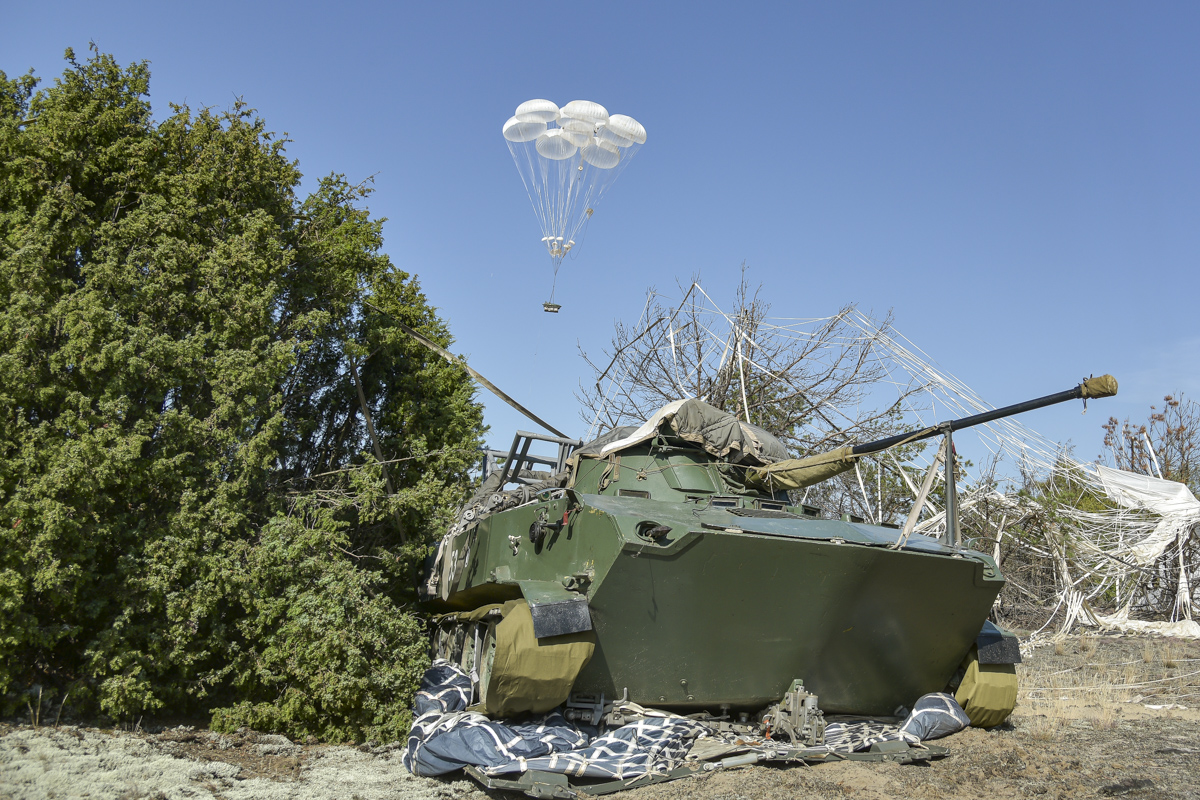
Un BMD-2 rus, aerotransportat per un Ilyushin Il-76, després d'aterrar durant unes maniobres l'any 2020.

Aquest blindat està equipat amb un motor dièsel model 5D20 de sis cilindres, que proporciona una potència màxima de 240 CV. El buc està suspès per una eruga, amb cinc rodes de rodament, una roda tractora al darrere, una roda tensora al davant i corrons de retorn. L'eruga està connectada al buc amb una suspensió per barres de torsió ajustable, que permet canviar l'alçada respecte al terra al conductor. Aquest conjunt permet que el BMD-2 assoleixi velocitats màximes per carretera de 6 km/h o 40 km/h camp a través, amb una autonomia de 500 km. A l'aigua també es pot desplaçar mitjançant unes hèlixs a poca velocitat.
L'armament va ser l'aspecte del blindat que més es va modificar respecte el seu predecessor. Es va dissenyar una torreta d'un sol tripulant nova, armada amb un canó automàtic 2A42 de 30 mm. Generalment, aquests blindats porten un total de 300 cartutxos de munició perforant i d'alt explosiu. Com a armes secundàries el BMD-2 disposa de dues metralladores PKT de 7,62 mm amb aproximadament 2.940 cartutxos de munició de 7,62 mm. Una de les metralladores és coaxial al canó, mentre que l'altra està situada a un costat al davant del vehicle. A més a més, els BMD-2 també estan equipats amb míssils antitancs 9K111 Fagot o 9M113 Konkurs.

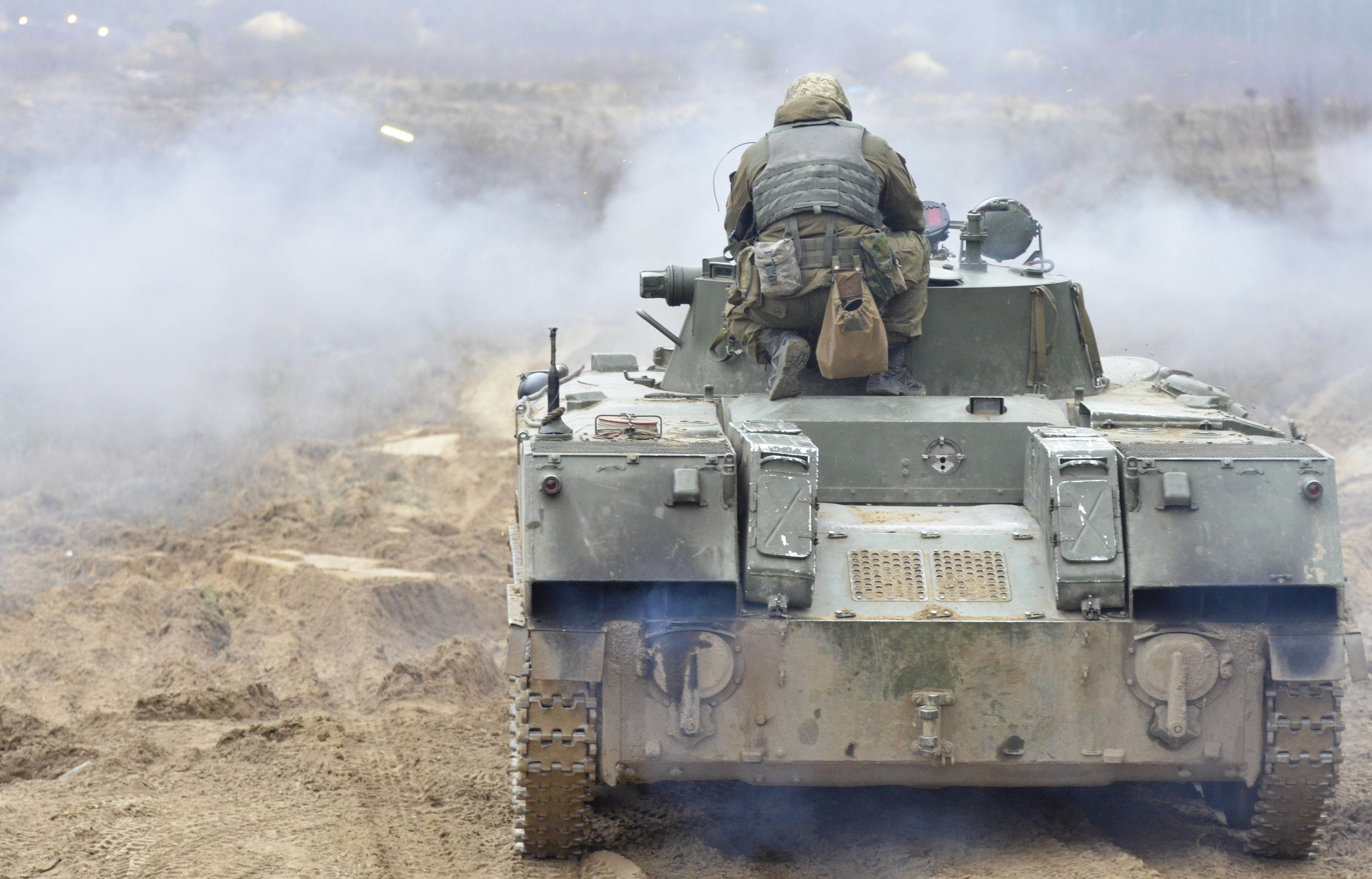
Un BMD-2 de l'exèrcit ucraïnès disparant el canó autòmatic durant un exercici el 2016.

## Operadors
El BMD-2 va entrar en servei a la Unió Soviètica el 1985. Posteriorment també es van introduir variants com el BMD-2K, un model de comandament amb equipament de comunicacions addicional. En total es calcula que la producció dels BMD-2 va ser d'aproximadament 2.150 blindats. Alguns d'aquests models, anys després, es van modernitzar amb nous sistemes electrònics i llançafumígens i es van classificar com a BMD-2M. Després del col·lapse de la Unió Soviètica els BMD-2 van acabar als arsenals de molts dels estats exsoviètics.

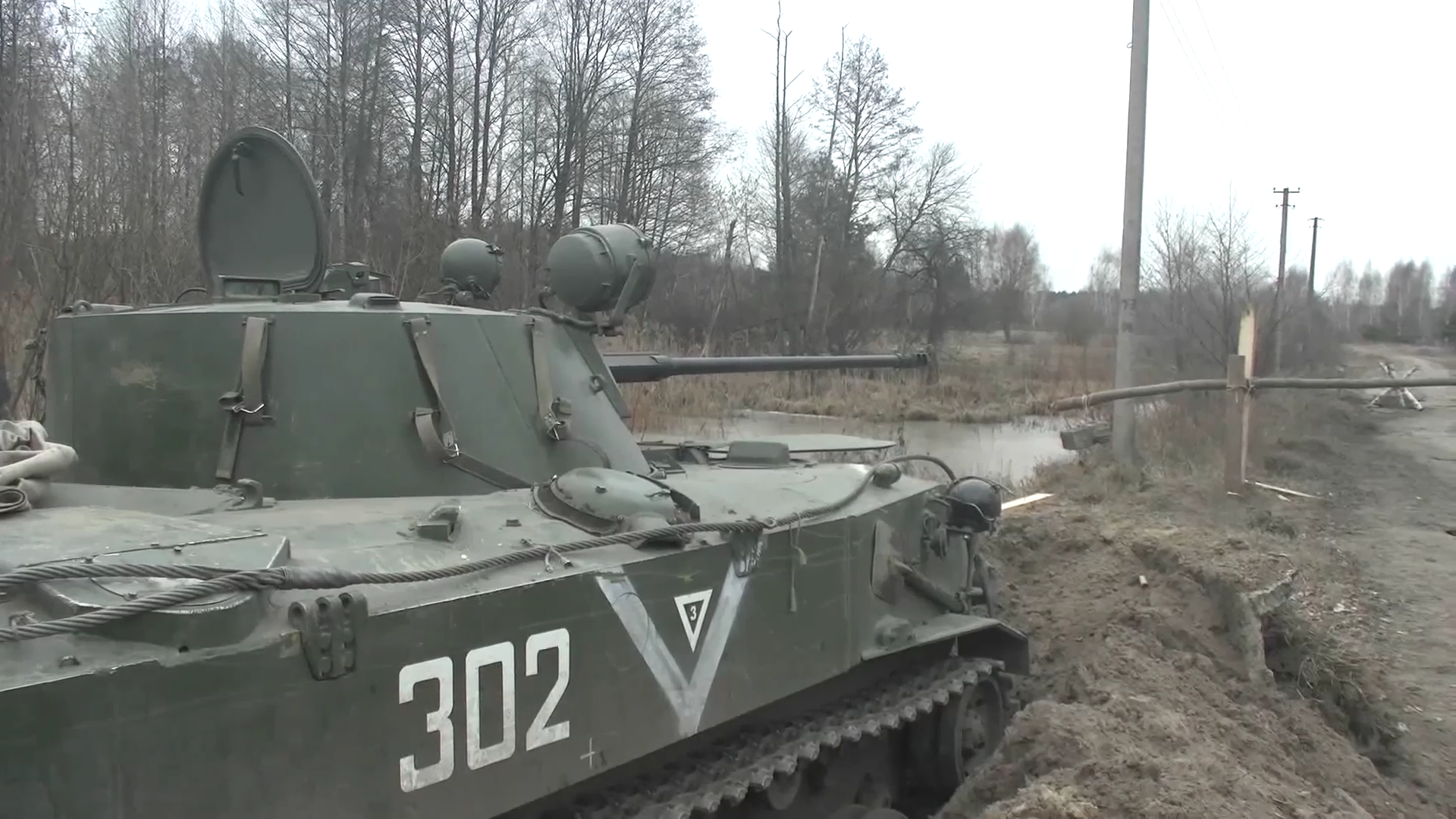
Un BMD-2 rus a l'óblast de Kíiv el març del 2022 durant la Invasió russa d'Ucraïna.

Aquests blindats van ser ràpidament desplegats a la Guerra afgano-soviètica, tot i que en quantitats modestes. Allà van demostrar estar més ben preparats pel conflicte que els BMD-1 gràcies al nou armament millorat. Els BMD-2 també van participar en la SFOR, la Guerra a Ossètia del Sud, la Guerra al Donbàs i a la Invasió russa d'Ucraïna del 2022. L'any 2022, a l'ofensiva contra Kíiv, les forces aerotransportades de la Federació Russa van participar àmpliament a la batalla fent servir BMD-2. Les VDV van patir nombroses baixes durant els primers mesos del conflicte, i l'octubre del 2023 havien perdut un total de més de 250 blindats BMD-2.